# František Janků (učitel)
František Janků (16. března 1904 Janoušov – 17. května 1942 Auschwitz) byl český učitel, duchovní Církve československé husitské a oběť nacismu.

## Život
František Janků se narodil 16. března 1904 v Janoušově na Šumpersku v rodině rolníka Františka Janků a Marie, rozené Mackové, jako nejstarší z jejich tří dětí. Vychodil obecnou školu v rodné obci a měšťanskou školu v Bludově. Mezi lety 1920 a 1924 vystudoval učitelský ústav Olomouci a poté čtyři semestry na Škole vysokých studií pedagogických v Praze. Souběžně studoval i teologii na Československé Husově evangelické fakultě bohoslovecké v Praze. V roce 1924 nastoupil jako zatímní učitel na obecné škole v Paloníně, k 1. říjnu téhož roku obdržel oprávnění od Církve československé husitské vyučovat československé náboženství, následně působil na různých místech ve středních Čechách, přičemž vypomáhal i duchovní správě. Od září 1925 působil jako zatímní učitel československého náboženství v Libáni, ve stejném roce byl vysvěcen na jáhna. Mezi lety 1927 a 1928 absolvoval prezenční vojenskou službu u hraničního praporu ve Frývaldově, kterou ukončil v hodnosti poručíka pěchoty. Poté působil jako výpomocný učitel v Tuři, následně na několika místech na jižní Moravě. V roce 1931 se začal jako učitel věnovat dětem s postižením ve Znojmě, kde vyučoval na pomocných a měšťanských školách, vypomáhal i při výuce československého náboženství a v místní duchovní správě. Byl též činovníkem Sokola, během jeho přednášek v Tyršově domě v Praze se seznámil se svou manželkou Martou Tlustou, se kterou se v roce 1934 oženil. Po Mnichovské dohodě a odstoupení československého pohraničí nacistickému Německu byli manželé Janků nuceni odejít ze Znojma do Jihlavy, kde František Janků postupně působil na 1. české měšťanské chlapecké škole a Pomocné škole. Na druhé jmenované byl v roce 1941 ustanoven řídícím učitelem. Též v Jihlavě vypomáhal s vedením duchovní správy, byl činný v Sokole a stal se tajemníkem Okresní péče o mládež. Dne 8. října 1941 byl František Janků zatčen gestapem v rámci Akce Sokol, dne 11. února 1942 byl převezen do koncentračního tábora Auschwitz, kde byl 17. května téhož roku zavražděn v plynové komoře.